# Bosweide

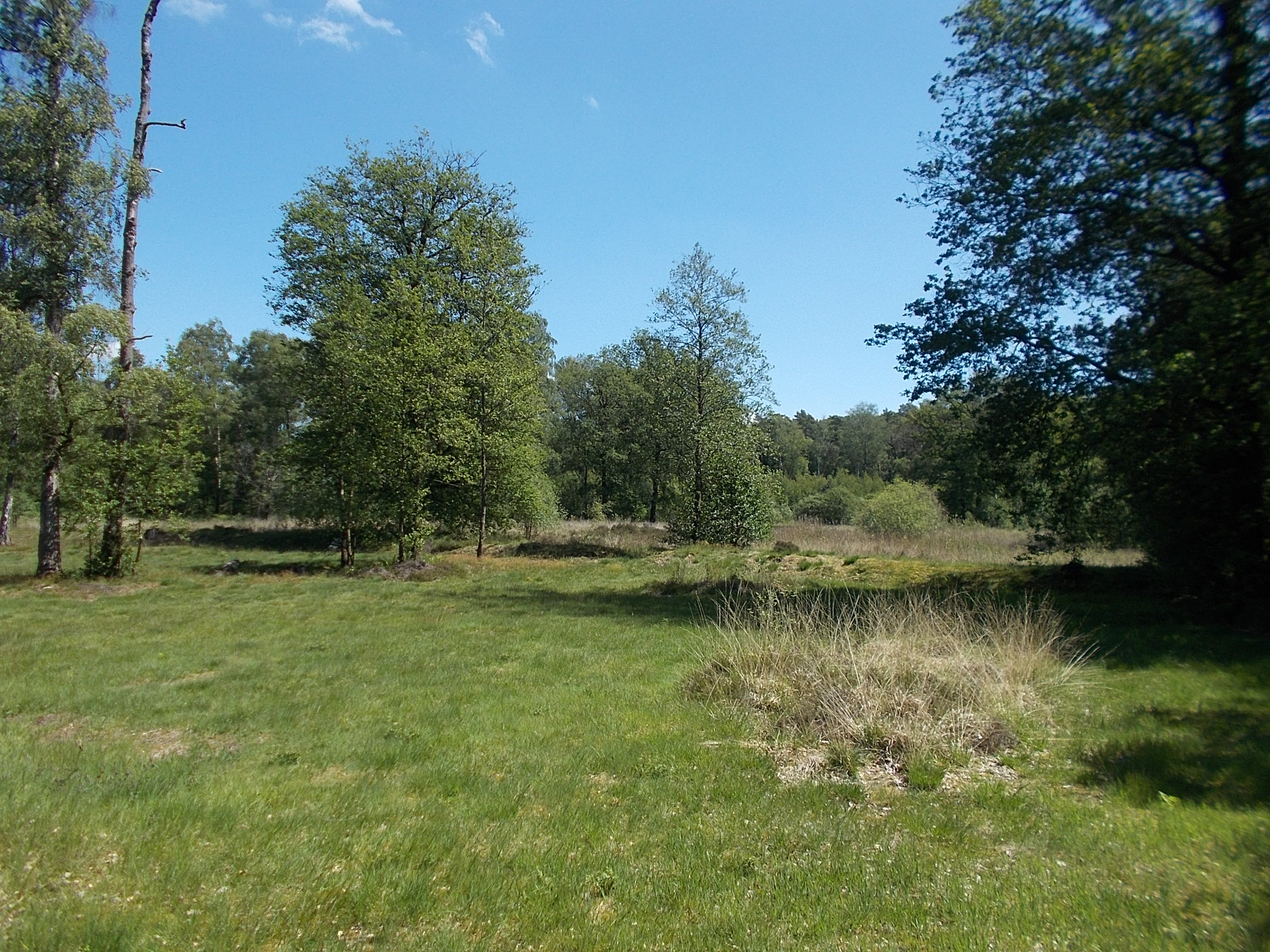
Bosweide in De Slenk bij Lettele

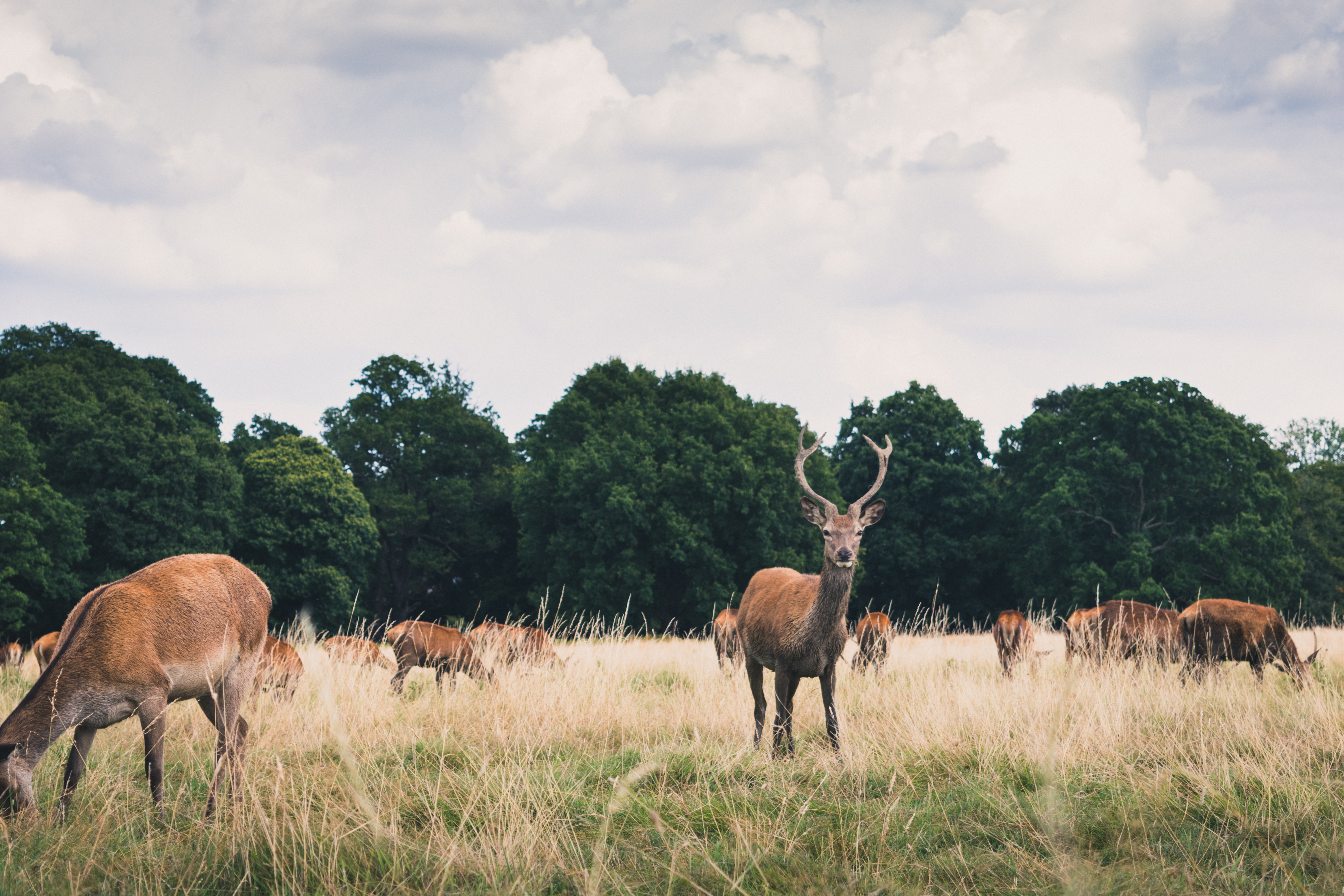
Herten grazen op een bosweide

Een bosweide is een begraasd open gebied met verspreid voorkomende groepjes loofbomen in een natuurlijk landschap. Grote grazers als herten, runderen en paarden foerageren er en houden het open. In Scandinavië wordt dit een loofweide genoemd.
Bekende voorbeelden zijn New Forest in Zuid-Engeland en Borkener Paradies in de Duitse deelstaat Noordrijn-Westfalen. In Nederland kan het in ontwikkeling zijnde Hanzebos op landgoed 't Nijendal bij Olst genoemd worden. Een bosweide die niet begraasd maar gemaaid wordt is het natuurreservaat De Slenk bij Lettele in Overijssel.

## Beweid bos
Wanneer er sprake is van een echt bos, dat op bovengenoemde wijze beweid wordt, spreekt men in het Engels van silvopasture, en in het Duits van Hutewald, Hudewald of  Hütung. Op de Lüneburger Heide, op de berg Schauinsland bij Freiburg im Breisgau,  en in de omgeving van Bad Bentheim bestaan nog dergelijke bossen. Door de vraat van het vee ontwikkelt zich weinig of geen onderbegroeiing. Daardoor en door de natuurlijke bemesting  kunnen grote bomen in het bos verder uitgroeien. Het bos is niet dichtbegroeid, de bomen die niet door de vraat afsterven staan relatief ver uiteen; zo kan het open bos uiteindelijk veranderen in een savanne-achtig open parklandschap. 
Dit soort bossen werden in het Nederlands van oudsher met -loo aangeduid. Ook Duitse toponiemen op -hude, zoals Hude bij Oldenburg, wijzen soms op de  vroegere aanwezigheid van zo'n beweid bosgebied. Een deel van het dicht bij Hude (Oldenburg) gelegen natuurgebied  Hasbruch vertoont nog kenmerken van een Hudewald.